# آن یونگ-سیک
آن یونگ-سیک (به انگلیسی: An Yeong-sik؛ ۱۹۲۸ – ۲۲ ژانویهٔ ۱۹۹۱) بازیکن بسکتبال اهل کره جنوبی بود.
وی در بازی‌های المپیک تابستانی ۱۹۵۶ شرکت کرده‌‌بود.